# Peenemünde
Peenemünde (phát âm tiếng Đức: [peːnəˈmʏndə]) là một đô thị trong huyện Vorpommern-Greifswald (trước thuộc huyện Ostvorpommern), bang Mecklenburg-Vorpommern, miền bắc nước Đức.
Làng Peenemünde trông ra cửa sông Peene, nơi dòng sông hòa vào biển Baltic. Peenemünde từng là một trong những điểm nghỉ hè yêu thích của hoàng tộc Phổ. Nhưng từ năm 1936, Phát xít Đức biến nơi đây thành trung tâm nghiên cứu và phát triển vũ khí hiện đại nhất thế giới. Đặc biệt, cuối Thế chiến II, Hitler dốc toàn lực vào chương trình sản xuất vũ khí với mong muốn xoay chuyển tình thế. Nơi đây là Trung tâm nghiên cứu về tên lửa đẩy nhiên liệu lỏng quy mô lớn đầu tiên trên thế giới, V-2, được phát triển.

## Tham vọng tên lửa
Năm 1935, kỹ sư Wernher von Braun đã chọn ngôi làng, nơi có tầm bắn thử nghiệm cách bờ biển nước Đức 400 km, làm nơi hoàn hảo và bí mật để phát triển và thử nghiệm tên lửa.
Công cuộc xây dựng điên cuồng bắt đầu ở một trong những trung tâm vũ trang hiện đại nhất thế giới.
Khoảng 12.000 người làm việc để chế tạo ra những tên lửa tuần du đầu tiên và những hỏa tiễn cỡ lớn với đầy đủ tính năng, trải dài trong khu vực đến 25 cây số vuông.
Quá trình nghiên cứu và phát triển tại Peenemünde không chỉ quan trọng với cuộc chiến tranh lớn nhất trong lịch sử, mà còn tác động tới tương lai của vũ khí hủy diệt, cũng như các cuộc du hành vào không gian.
Trong một bài diễn văn năm 1942, Dornberger viết rằng:
Vụ phóng thử nghiệm thành công tên lửa Agggregat 4 (A-4) vừa qua - loại tên lửa tầm xa đầu tiên trên thế giới, hay còn được gọi với tên khác là V2, hoặc "Vũ khí phục thù' - là "giấc mơ của kỹ sư: việc phát triển một thiết bị, một trong những sáng tạo cách mạng nhất trong nhiều thập niên vừa qua, sẽ đem lại những ưu thế quân sự, kinh tế và từ đó là ưu thế chính trị."
Nhưng trong khi những nhà lãnh đạo chương trình, như Dornberger và von Braun, cũng như nhiều nhân vật quan trọng trong chế độ Phát Xít, như Albert Speer, người chịu trách nhiệm xây dựng các cơ sở quân sự tại Peenemünde, tin rằng tên lửa là chủ chốt để thắng cuộc chiến, thì có một người vẫn hoài nghi: đó chính là Hitler.
Peenemünde chưa thực sự được hoàn thành khi Hitler tuyên chiến năm 1939.
Song từ đó bắt đầu một cuộc tranh đấu cho sự ưu tiên, nhân sự và con người, theo sau những đầu tư vô hạn ban đầu cho chương trình tên lửa.
Mãi sau khi Dornberger và von Braun giới thiệu một phim về đợt phóng thành công tên lửa A-4 với Hitler, khi đó ông cuối cùng mới hoàn toàn phê chuẩn việc phát triển chương trình vũ khí.
Nhưng sau đó, tình huống trở nên tuyệt vọng, và một bước diễn tiến trong lịch sử đã ngăn cản chương trình.
Vào tháng 6/1943, 2.500 tù nhân trong trại tập trung bị buộc phải tham gia sản xuất tên lửa hàng loạt theo kế hoạch. Danh sách tên tuổi còn lưu giữ lại cho thấy những lao động nô lệ chủ yếu đến từ các vùng bị chiếm đóng của Pháp, Bỉ và Hà Lan. Họ làm việc trong tình trạng khủng khiếp với những vũ khí có thể hủy hoại và gây kinh hoàng trên quê hương họ.
Cùng khoảng thời gian đó, mùa hè năm 1943, tình báo Anh nhận ra tầm quan trọng của Peenemünde. Các chuyến bay trinh thám và không ảnh đã cho thấy sự phát triển và sản xuất tên lửa tầm xa của Đức - một hoạt động cần phải bị ngăn chặn.
Vào đêm 17/8, Không lực Hoàng gia Anh tiến hành Chiến dịch Hydra, chiến dịch lớn nhất của Anh Quốc nhắm đánh một mục tiêu đơn lẻ trong Chiến tranh Thế giới thứ Hai. Mặc dù trận đánh bom không thực sự thành công, nhưng nó đã trì hoãn quá trình sản xuất và buộc họ phải chuyển xuống sản xuất ngầm ở Mittelwerk tại miền trung nước Đức.
Năm 1944, Hitler nhận ra những tính toán sai lầm của mình và thể hiện sự hối tiếc vì đã không phê chuẩn dự án sớm hơn cho Dornberge.
"Tôi phải xin lỗi hai người duy nhất trong cả đời mình. Người đầu tiên là Thống chế von Brauchitsch. Tôi đã không lắng nghe khi ông ấy nhắc đi nhắc lại tầm quan trọng của các nghiên cứu của ông. Người thứ hai là chính ông" - Hitler nói với Dornberge.
Nhưng cuộc chiến kết thúc đem lại dấu chấm hết cho những công việc đã được tiến hành tại Peenemünde.

## Di sản

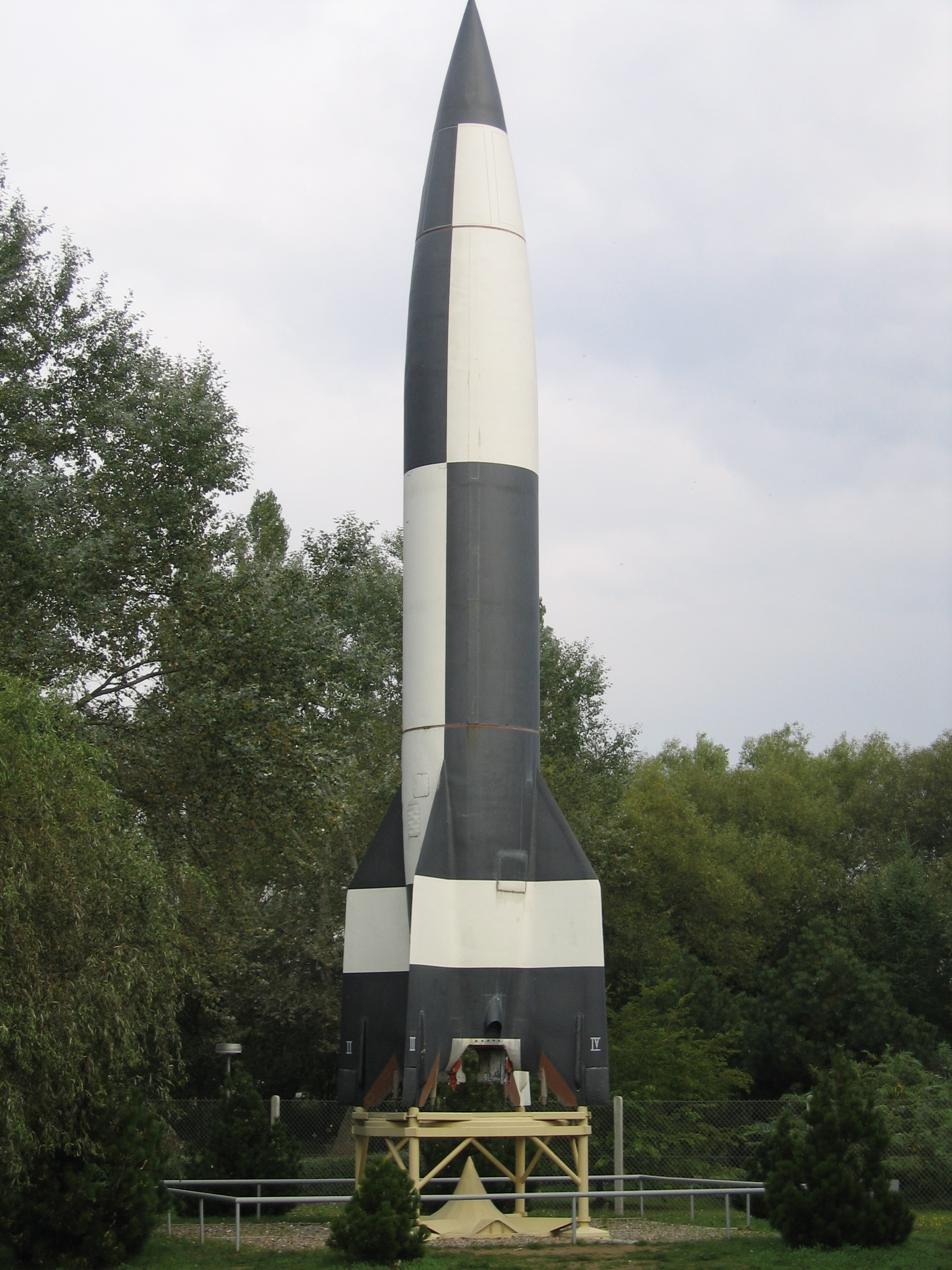
A4-Modell HTI Peenemünde

Nhưng có lẽ di sản quan trọng nhất của Peenemünde là biểu hiện nơi này đem lại về những tác động của công nghệ, vai trò của nhà khoa học và kỹ sư trong bối cảnh rộng hơn.
Hiện làng Peenemünde tiếp tục tạo cảm hứng cho nhiều nghệ sĩ quốc tế như họa sĩ người Catalonia Gregorio Iglesisas Mayo và họa sĩ in ấn người Mỹ gốc Mexico Miguel A Aragón.
Mayo là người đã vẽ bức tranh khổ 121 ft x 40 ft trong sân bảo tàng, thể hiện những góc độ của con người trong mối tương quan với máy móc kỹ thuật ở quy mô khổng lồ. Ông gọi Peenemünde là "nơi từng có một trại tập trung, một nơi để nghiên cứu, sáng tạo, trí tuệ, sự yếu đuối, những mảng đối lập, sự rối ren, bất lực và cuộc chiến cho những điều nguyên sơ nhất."
Cũng sử dụng nghệ thuật thị giác làm phương tiện thể hiện lịch sử, bảo tàng thường tổ chức những buổi hòa nhạc của Dàn nhạc Giao hưởng Biển Baltic trong phòng máy cũ của nhà máy điện.
Khu vực bảo tàng, có thời từng đe dọa xé nát Châu Âu, giờ đây đang đưa những nghệ sĩ từ 10 quốc gia lại gần nhau. Năm 2002, bảo tàng được trao tặng Huy hiệu Thập tự Nails vì những nỗ lực hòa giải và hòa bình.